# Леброн, Генри
Генри Леброн (исп. Henry Lebron; 15 сентября 1997, Мока, Пуэрто-Рико) — пуэрториканский боксёр-профессионал.
Чемпион Пуэрто-Рико среди любителей (2016).

## Любительская карьера
В сентябре 2013 года стал бронзовым призёром чемпионата мира среди юношей в весовой категории до 54 кг.
В феврале 2014 года стал чемпионом Пуэрто-Рико среди юношей в легчайшей весовой категории (до 56 кг).
В марте 2014 года стал победителем Панамериканского чемпионата среди юношей в легчайшей весовой категории (до 56 кг).

### Чемпионат Пуэрто-Рико 2016
Выступал в лёгкой весовой категории (до 60 кг). В полуфинале победил Луиса Валентина. В финале победил Педро Доэля Родригеса.

## Профессиональная карьера
Дебютировал на профессиональном ринге 3 февраля 2017 года, победив нокаутом в 3-м раунде.
Сотрудничает с промоутерской компанией Top Rank. В январе 2023 года подписал контракт с менеджером Питером Каном.

## Статистика боёв
В таблице перечислены результаты всех поединков боксёров.
В каждой строке указан результат поединка. Дополнительно номер поединка обозначен цветом, который обозначает итог поединка. Расшифровка обозначений и цветов представлена в нижеследующей таблице.
| Пример | Расшифровка                     |
| ------ | ------------------------------- |
|        | Победа                          |
|        | Ничья                           |
|        | Поражение                       |
|        | Планируемый поединок            |
|        | Поединок признан несостоявшимся |
| КО     | Нокаут                          |
| ТКО    | Технический нокаут              |
| PTS    | Решение судей (по очкам)        |
| UD     | Единогласное решение судей      |
| MD     | Решение большинства судей       |
| SD     | Раздельное решение судей        |
| RTD    | Отказ от продолжения боя        |
| DQ     | Дисквалификация                 |
| NC     | Поединок признан несостоявшимся |

| Бой | Дата             | Соперник                             | Место проведения                                           | Результат | Примечание                                                                                            |
| --- | ---------------- | ------------------------------------ | ---------------------------------------------------------- | --------- | --- |
| 20  | 7 декабря 2024   | Кристофер Диас (29-4)                | Coliseo Roberto Clemente, Сан-Хуан, Пуэрто-Рико            | UD10 (10) | Завоевал вакантные титулы IBF Latino и WBO NABO во 2-м полулёгком весе. Счёт: 96-94 и 97-93 (дважды). |
| 19  | 4 ноября 2023    | Уильям Фостер III (16-0)             | Tahoe Blue Event Center, Невада, США                       | MD10 (10) | Счёт: 96-94, 95-95, 99-91.                                                                            |
| 18  | 10 июня 2023     | Карлос Рамос (17-2)                  | Мэдисон-сквер-гарден, Нью-Йорк, штат Нью-Йорк, США         | UD10 (10) | Счёт: 97-91 и 98-90 (дважды).                                                                         |
| 17  | 23 сентября 2022 | Энди Венсес (23-3-1)                 | Пруденшал-центр, Ньюарк, Нью-Джерси, США                   | UD8 (8)   | Защитил титул WBO Latino во 2-м полулёгком весе (1-я защита Леброна). Счёт: 78-74, 79-73, 80-72.      |
| 16  | 11 июня 2022     | Луис Леброн (18-3-1)                 | Мэдисон-сквер-гарден, Нью-Йорк, штат Нью-Йорк, США         | UD8 (8)   | Завоевал вакантный титул WBO Latino во 2-м полулёгком весе. Счёт: 80-72, 79-73, 78-74.                |
| 15  | 19 марта 2022    | Хосек Руис (23-5-3)                  | Мэдисон-сквер-гарден, Нью-Йорк, штат Нью-Йорк, США         | TKO7 (8)  | |
| 14  | 15 октября 2021  | Мануэль Рей Рохас (21-5)             | Pechanga Arena, Сан-Диего, Калифорния, США                 | UD8 (8)   | Счёт: 80-72 (все).                                                                                    |
| 13  | 21 августа 2020  | Луис Поросо (15-3)                   | Osceola Heritage Park, Киссимми, Флорида, США              | UD8 (8)   | Счёт: 79-72 и 80-71 (дважды).                                                                         |
| 12  | 28 февраля 2020  | Рекки Далей (11-7)                   | Osceola Heritage Park, Киссимми, Флорида, США              | UD8 (8)   | Счёт: 80-72 (все).                                                                                    |
| 11  | 9 ноября 2019    | Эсекиель Альберто Тевес (13-4)       | Coliseo Rafael G Amalbert, Хункос, Пуэрто-Рико             | KO3 (6)   | |
| 10  | 2 августа 2019   | Эдвард Какембо (10-7)                | Osceola Heritage Center, Киссимми, Флорида, США            | TKO2 (6)  | |
| 9   | 25 мая 2019      | Луис Руис Лисаррага-младший (6-12-1) | Osceola Heritage Park, Киссимми, Флорида, США              | TKO1 (6)  | |
| 8   | 8 марта 2019     | Дэвид Майкл Пас (4-6-1)              | Cancha Ruben Zayas Montanez, Трухильо-Альто, Пуэрто-Рико   | KO1 (6)   | |
| 7   | 24 ноября 2018   | Марк Сорош (5-4)                     | Sheraton Puerto Rico Hotel & Casino, Сан-Хуан, Пуэрто-Рико | TKO2 (6)  | |
| 6   | 1 сентября 2018  | Луис Херардо Авила (7-12-3)          | Sheraton Puerto Rico Hotel & Casino, Сан-Хуан, Пуэрто-Рико | UD6 (6)   | Счёт: 60-54 (все).                                                                                    |
| 5   | 28 июля 2018     | Луис Диас Торрес (3-5)               | Kissimmee Civic Center, Киссимми, Флорида, США             | TKO6 (6)  | |
| 4   | 23 февраля 2018  | Ронни Джордан (4-6-1)                | Osceola Heritage Center, Киссимми, Флорида, США            | UD4 (4)   | Счёт: 40-36 (все).                                                                                    |
| 3   | 28 июля 2017     | Оскар Эдуардо Кесада (5-3)           | Kissimmee Civic Center, Киссимми, Флорида, США             | KO1 (4)   | |
| 2   | 20 мая 2017      | Джонни Эстрада (0-1)                 | Мэдисон-сквер-гарден, Нью-Йорк, штат Нью-Йорк, США         | TKO2 (4)  | |
| 1   | 3 февраля 2017   | Хесус Фелисиано (0-1)                | Coliseo Roberto Clemente, Сан-Хуан, Пуэрто-Рико            | TKO3 (4)  | |
| Бой | Дата             | Соперник                             | Место проведения                                           | Результат | Примечание                                                                                            |

## Титулы и достижения

### Любительские
- 2013  Бронзовый призёр чемпионата мира среди юношей в весе до 54 кг.
- 2014  Чемпион Пуэрто-Рико среди юношей в легчайшем весе (до 56 кг).
- 2014  Победитель Панамериканского чемпионата среди юношей в легчайшем весе (до 56 кг).
- 2016  Чемпион Пуэрто-Рико в лёгком весе (до 60 кг).

### Профессиональные
- Титул WBO Latino во 2-м полулёгком весе (2022).
- Титул IBF Latino во 2-м полулёгком весе (2024—н. в.).
- Титул WBO NABO во 2-м полулёгком весе (2024—н. в.).